# Jobst I. (Hoya)
Jobst I. von Hoya (* um 1460; † 6. Januar 1507) war von 1466 bis 1507 regierender Graf von Hoya (Obergrafschaft).

## Familie
Jobst war Sohn des Grafen Johann V. von Hoya und Elisabeth von Diepholz. Da sein Vater Johann sehr spät heiratete, war Jobst bei dessen Tode noch nicht alt genug, um die Regierung zu übernehmen. Daher übernahm Jobsts Onkel Albrecht, Bischof von Minden, zunächst die Vormundschaft. Seine Brüder Erich und Johann erreichten nicht das Erwachsenenalter. 1488 heiratete Jobst Ermengard zur Lippe. Aus der Ehe gingen 6 Nachkommen hervor:
- Jobst II., (* 1493; † 1545), Nachfolger Jobst I.
- Johann VII., († 1535), schwedischer Heerführer
- Erich IV., († 1547), erhielt die Teilgrafschaft Stolzenau
- Anna, Stiftsdame in Vreden
- Elisabeth, Stiftsdame in Essen
- Marie, Gattin von Jodok von Bronkhorst und Boekeloo

## Leben und Wirken
In Jobsts Regierungszeit fiel das Aussterben der Hoyaer Linie der Niedergrafschaft, das Lehnsstreitigkeiten mit den Herzögen zu Braunschweig-Lüneburg zur Folge hatte. Im Rahmen dieser Auseinandersetzung musste Jobst 1504 die eigentliche reichsunmittelbare Grafschaft von den Herzögen zu Lehen nehmen. Dies war mit Zahlung einer hohen Geldsumme verbunden. Die Schuldenlast bestimmte das Leben der Grafen von Hoya im 16. Jahrhundert und war Beginn des finanziellen Niedergangs der Familie.